# جيلي فان دير هايدن
جيلي فان دير هايدن (بالهولندية: Jelle van der Heyden)‏ (31 أغسطس 1995 بآرنم في هولندا - ) هو لاعب كرة قدم هولندي في مركز الوسط. شارك مع منتخب هولندا تحت 21 سنة لكرة القدم. أما مع النوادي، فقد لعب مع تفينتي أنشخيدة وJong FC Twente ‏.

## روابط خارجية
- جيلي فان دير هايدن على موقع قاعدة بيانات كرة القدم.إي يو (الإنجليزية)
- جيلي فان دير هايدن على موقع Soccerway.com (الإنجليزية)
- جيلي فان دير هايدن على موقع عالم كرة القدم.نت (الإنجليزية)